# Praxis mit Meerblick – Dornröschen
Dornröschen ist ein deutscher Fernsehfilm von Jan Ruzicka aus dem Jahr 2023. Es handelt sich um den siebzehnten Film der ARD-Reihe Praxis mit Meerblick mit Tanja Wedhorn als Ärztin Nora Kaminski in der Hauptrolle und nimmt Bezug auf Pjotr Iljitsch Tschaikowskis Ballett Dornröschen. Die deutsche Erstausstrahlung erfolgte am 21. April 2023 auf dem ARD-Sendeplatz „Endlich Freitag im Ersten“.

## Handlung
Die Inselärztin Nora Kaminski muss sich diesmal um die junge und ehrgeizige Transgender-Ballettschülerin Lea kümmern, die auf die Titelrolle in Pjotr Iljitsch Tschaikowskis Dornröschen hinarbeitet. Ihre Trainerin Bettina Bärle hat ein Problem mit diesem Besetzungswunsch, denn für sie ist Lea biologisch ein Junge und scheidet für die Besetzung des Dornröschens aus. Desillusioniert fährt Lea mit diesem Urteil nach Hause. Dabei kommt es beinahe zu einem Unfall mit dem Rettungswagen von Nora Kaminski und dem Rettungssanitäter Lars Hinrichs.

## Produktionsnotizen
Die Dreharbeiten für Dornröschen erstreckten sich unter den vorgegebenen Corona-Arbeitsschutzauflagen vom 27. April 2022 bis zum 29. Juni 2022. Die Produktion erfolgte durch die Real Film Berlin. Als Schauplätze dienten Sassnitz, Mukran, Neuenkirchen und Altenkirchen auf der Insel Rügen sowie Berlin.